# Siergiej Szubienkow
Siergiej Władimirowicz Szubienkow (ros. Сергей Владимирович Шубенков; ur. 4 października 1990 w Barnaule) – rosyjski lekkoatleta specjalizujący się w biegu na 110 metrów przez płotki.
W 2009 został w Nowym Sadzie wicemistrzem Europy juniorów, a dwa lata później zdobył w Ostrawie mistrzostwo Europy do lat 23. W 2012 zdobył złoty medal mistrzostw Europy.
W 2012 zajął 5. miejsce w plebiscycie na wschodzącą gwiazdą europejskiej lekkoatletyki organizowanym przez European Athletics.
W 2013 zdobył w Göteborgu tytuł halowego mistrza Europy w biegu na 60 metrów przez płotki. W tym samym roku został brązowym medalistą mistrzostw świata na dystansie 110 metrów przez płotki. Mistrz Europy z Zurychu (2014) i świata z Pekinu (2015).
Złoty medalista mistrzostw Rosji.

## Osiągnięcia
| Rok  | Impreza                                 | Miejsce    | Lokata     | Wynik  | Reprezentacja |
| ---- | --------------------------------------- | ---------- | ---------- | ------ | ------------- |
| 2009 | Mistrzostwa Europy juniorów             | Nowy Sad   | 2. miejsce | 13,40  | RUS           |
| 2011 | Młodzieżowe mistrzostwa Europy          | Ostrawa    | 1. miejsce | 13,56  | RUS           |
| 2012 | Mistrzostwa Europy                      | Helsinki   | 1. miejsce | 13,16  | RUS           |
| 2012 | Igrzyska olimpijskie                    | Londyn     | półfinał   | 13,41  | RUS           |
| 2013 | Halowe mistrzostwa Europy               | Göteborg   | 1. miejsce | 7,49   | RUS           |
| 2013 | Superliga drużynowych mistrzostw Europy | Gateshead  | 1. miejsce | 13,19w | RUS           |
| 2013 | Uniwersjada                             | Kazań      | 3. miejsce | 13,47  | RUS           |
| 2013 | Mistrzostwa świata                      | Moskwa     | 3. miejsce | 13,24  | RUS           |
| 2014 | Halowe mistrzostwa świata               | Sopot      | półfinał   | 7,66   | RUS           |
| 2014 | Mistrzostwa Europy                      | Zurych     | 1. miejsce | 13,19  | RUS           |
| 2014 | Puchar interkontynentalny               | Marrakesz  | 1. miejsce | 13,23  | RUS / Europa  |
| 2015 | Superliga drużynowych mistrzostw Europy | Czeboksary | 1. miejsce | 13,22  | RUS           |
| 2015 | Mistrzostwa świata                      | Pekin      | 1. miejsce | 12,98  | RUS           |
| 2015 | Światowe wojskowe igrzyska sportowe     | Mungyeong  | 1. miejsce | 13,43  | RUS           |
| 2017 | Mistrzostwa świata                      | Londyn     | 2. miejsce | 13,14  | ANA           |
| 2018 | Mistrzostwa Europy                      | Berlin     | 2. miejsce | 13,17  | ANA           |
| 2018 | Puchar interkontynentalny               | Ostrawa    | 1. miejsce | 13,03  | ANA / Europa  |
| 2019 | Mistrzostwa świata                      | Doha       | 2. miejsce | 13,15  | ANA           |

## Rekordy życiowe
- bieg na 110 metrów przez płotki – 12,92 (2018) rekord Rosji, 10. wynik w historii światowej lekkoatletyki
- bieg na 60 metrów przez płotki – 7,49 (2013)